# Ceratophygadeuon subtilis
Ceratophygadeuon subtilis là một loài tò vò trong họ Ichneumonidae.